# ADN Deportes
ADN Deportes es un programa de radio deportivo chileno, emitido por Radio ADN. Se emite de lunes a viernes en dos ocasiones, de 14:00 a 15:30 horas y de 20:00 a 21:00 horas, en adición a sus transmisiones para eventos en vivo. El espacio es el sucesor del Carrusel deportivo, versión local del programa español de la cadena SER, que se transmitió por la desaparecida W Radio Chile. Debido a la transformación de esta emisora a ADN Radio Chile en marzo de 2008, siendo el 2 de marzo de 2008, cuando se jugó la fecha 7 del Torneo Apertura 2008, su primera emisión con esta nueva denominación.
El programa contaba originalmente con la conducción de Carlos Costas y los comentarios de Francisco Mouat, Rodrigo Sepúlveda y Juan Cristóbal Guarello (llamados "Los Tenores", en referencia a Los Tres Tenores). De los llamados "Tenores Fundadores", Sepúlveda abandonó el programa en diciembre de 2016, mientras que Guarello lo hizo en junio de 2022. Solamente Mouat continúa siendo parte del equipo, aunque desde 2024 sus apariciones se limitan a los miércoles a las 14:00. También han formado parte del programa los exfutbolistas Sergio "Súperman" Vargas (2017-2019) y Luka Tudor (2017-2022).
La edición de estudio se llama El show de los tenores o simplemente Los tenores para el programa de las 14:00 horas (también conocido como El clásico de las 2) y Los tenores de la tarde para la edición de las 20:00 horas, mientras que las transmisiones de eventos deportivos en vivo se denominan ADN Deportes en directo. Asimismo existe una edición especial de dos horas en domingos de elecciones (Tenores electorales).
Respecto al fútbol, ADN Deportes transmite los partidos más importantes de cada fecha de la Primera División nacional, los que disputen los clubes grandes en la Copa Libertadores y Copa Sudamericana, la Copa Mundial incluyendo su fase clasificatoria, la Eurocopa, la Copa América, los partidos de la selección chilena, y en ocasiones partidos trascendentes como el clásico español Real Madrid-Barcelona o la final de la UEFA Champions League.
Ha transmitido también otros deportes, como el tenis (cuando se disputa alguna instancia decisiva de los Grand Slams y Masters 1000, más la Copa Davis) o la hípica (la Triple Corona Nacional y los principales clásicos).

## Equipo

### Conductores
- Carlos Costas
- Víctor "Tigre" Cruces
- Patricio "Grillo" Barrera ("El Grillito del Gol")

### Relatores
- Alberto Jesús López ("El Trovador del Gol")
- Patricio "Grillo" Barrera
- Héctor "Tito" Garrido ("Dame Gol")
- Manuel "Manolo" Fernández
- Rocío Ayala

### Comentaristas ("Tenores")
- Cristian Arcos ("Tenor Escritor")
- Danilo Díaz ("Tenor del Pueblo")
- Leonardo "Leo" Burgueño ("Tenor Táctico")
- Rodrigo Hernández ("El Que Más Sabe")
- Francisco "Pancho" Mouat ("Tenor Fundador")
- Pamela Juanita Cordero ("Soprano"/"P. J.")
- Gonzalo Jara

### Reporteros
- Rocío Ayala
- Álvaro Choupay
- Andrés Fernández
- Patricio Barrera
- Alberto Jesús López
- Felipe Puccio
- Cristián “Tomate” Alvarado
- Matías Canessa
- Eduardo Figueroa

### Locución comercial
- Juan Ignacio "Nacho" Abarca
- Balmores Fajardo ("Bambino")
- José "Pepe" Abarca
- Luis Hernández Labarca ("Tío Lucho")

### Editores
- Francisco "Ingeniero" Sougarret
- Diego Sáez
- Manuel "Manolo" Fernández
- Hans Hott

### Radiocontroles
- Patricio "Pato" Vidal ("Chupete")

## Equipo anterior
- Rodrigo Sepúlveda ("Tenor Fundador"; 2008-2016)
- Sergio "Súperman" Vargas ("Tenor Superhéroe"; 2017-2019)
- Juan Cristóbal Guarello ("Tenor Fundador"; 2008-2022)
- Luka Tudor ("Tenor Goleador"; 2017-2022)
- Jean Beausejour ("Tenor Bicampeón"; 2022-2024)
- Jorge "Mago" Valdivia ("Tenor 10"/"Tenor Mago"; 2022-2024)